# Canalmanía
Canalmanía es la denominación de una burbuja económica de comienzos de los años noventa del siglo XVIII. Terminó provocando una crisis en Inglaterra y Gales que se prolongó hasta la segunda década del siglo XIX.

## Precedentes

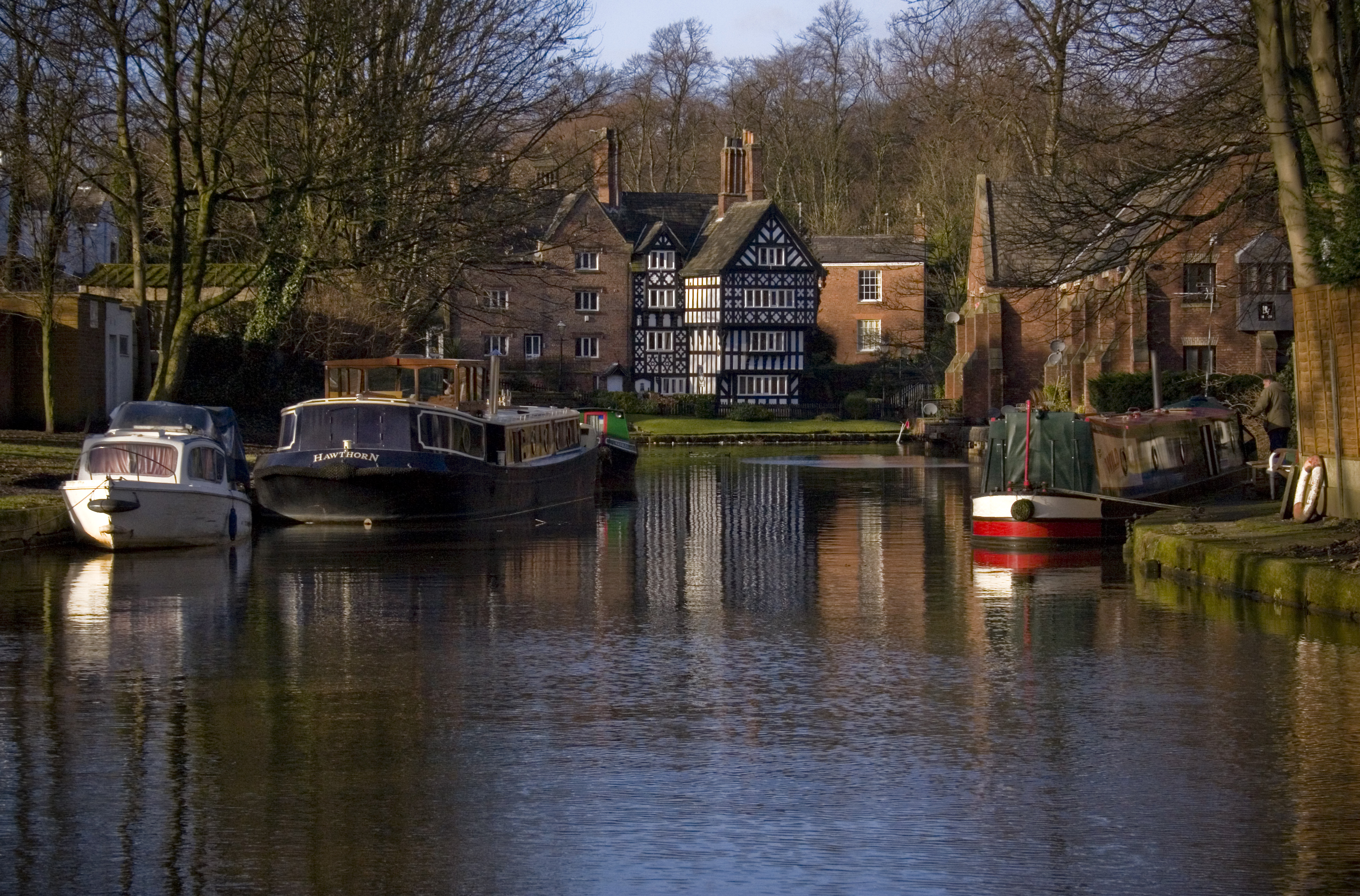
años después, en la década de los treinta del siglo XIX

Los primeros canales de transporte fluvial ingleses se construyeron a iniciativa de empresarios locales, comerciantes, industriales o mineros, que necesitaban transportar sus productos. Uno de ellos era el Canal de Bridgewater, con el que el duque de Bridgewater daba salida a su carbón desde  Worsley hasta Mánchester.
A pesar del alto coste de la construcción, el precio del carbón en Mánchester cayó un 50% tras su apertura, y su éxito financiero atrajo inversores.
En la coyuntura posterior al final de la guerra de Independencia de Estados Unidos (1783), coincidente con el encadenamiento de una serie de buenas cosechas, se produjo un incremento de la renta disponible y de la cantidad de personas con capital pero poco interés personal en los negocios, fácilmente seducibles por las inversiones especulativas e imprudentes.
Hubo un gran incremento de los proyectos de canales que se promovían: mientras que en 1790 sólo había recibido autorización por Act of Parliament, para 1793 lo habían recibido veinte. El capital autorizado en 1790 era de 90,000 libras esterlinas, que para 1793 era de 2,824,700.
Alguno de los canales autorizados fueron rentables, pero la mayor parte de ellos, incluyendo al Herefordshire and Gloucestershire Canal, nunca pagó dividendos. Otros, como el Grand Western Canal, nunca se completaron.

## Otras
Años después, en la década de los treinta del siglo XIX, se produjo la Railway mania (ferrocarril), y un siglo después la radiomanía (emisoras de radio).